# Счётчик электрической энергии

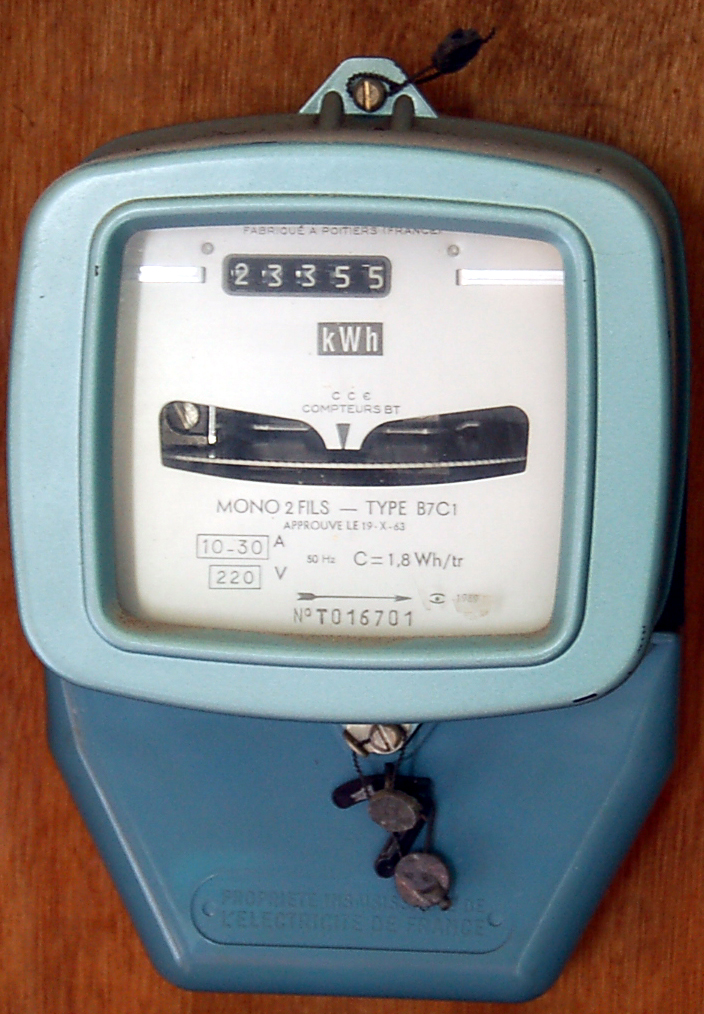
Индукционный однофазный электросчётчик

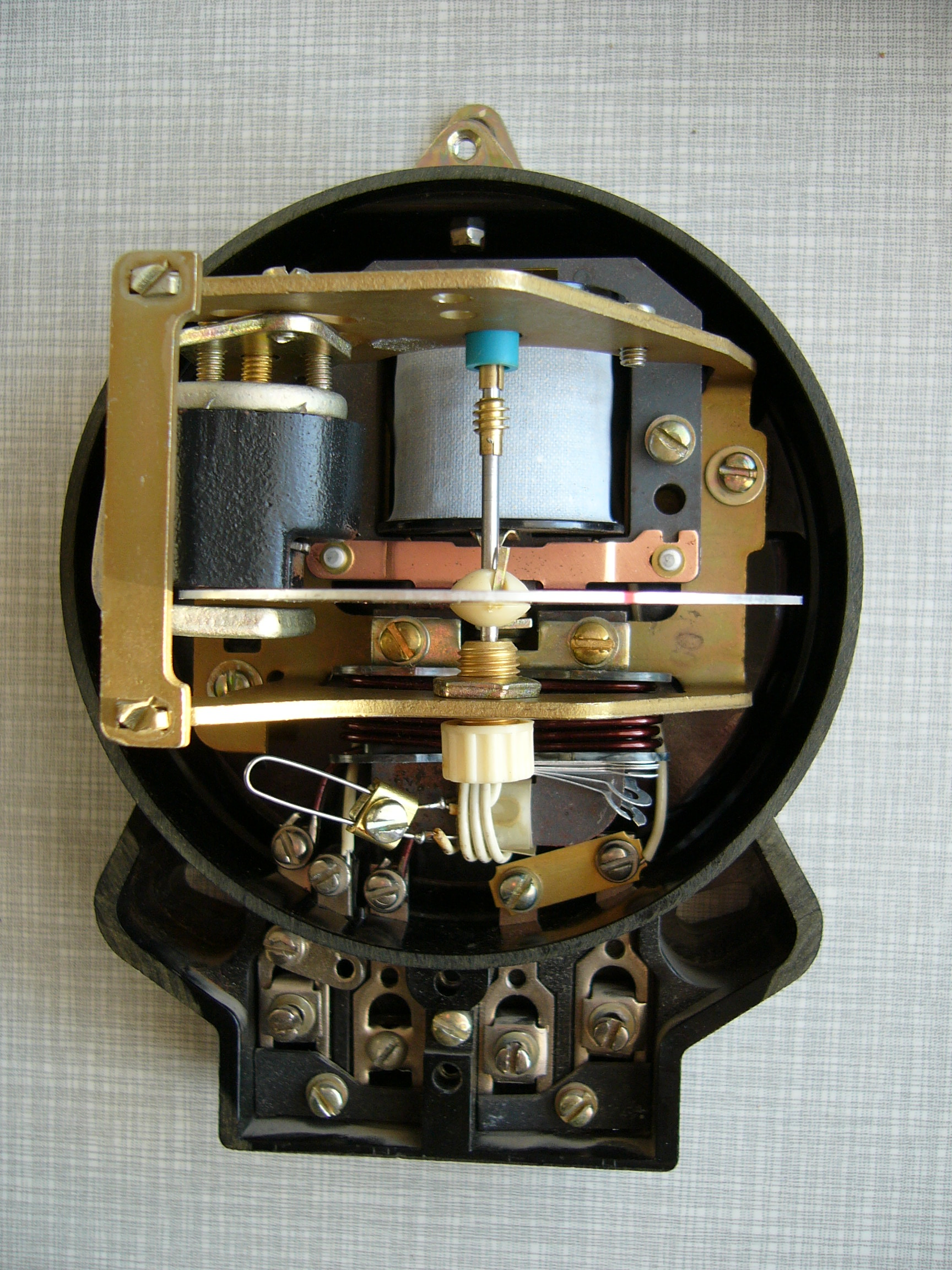
Устройство советского индукционного однофазного электросчётчика СО-И446. Крышки и механический индикатор сняты

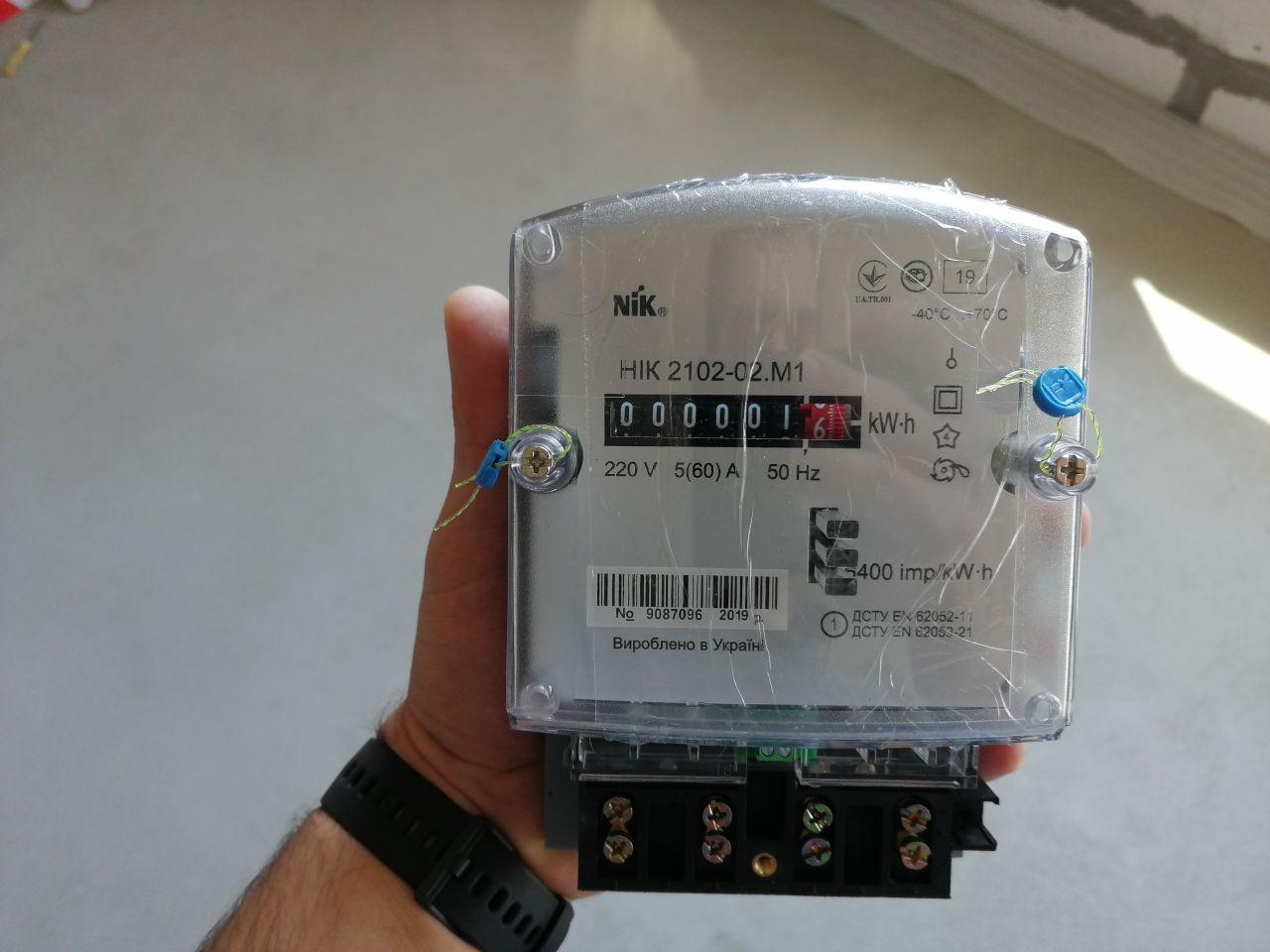
Однофазный электронный счётчик

Счётчик электрической энергии (электрический счётчик) — прибор для измерения расхода электроэнергии переменного или постоянного тока (обычно в кВт·ч или А·ч).

## История
История создания счётчиков связана с изобретениями электротехнических устройств XIX века. Самые разные исследователи независимо и беспрестанно изучали электромагнетизм, внося собственную лепту в создание и последующее развитие счётчиков электроэнергии. Вот лишь некоторые этапы продолжительного пути развития. Всплеск теоретических открытий в области явлений, устанавливающих связь между магнитными и электрическими свойствами вещества, уже в 1-й половине XIX века.
Во второй половине XIX века к авторам теоретических трудов присоединились практики. В течение непродолжительного периода времени были изобретены гидротурбина, счётчик, трансформатор тока, электродвигатель, динамо-машина, электрическая лампа. Как считали первооткрыватели, само время дарило просветление, позволяя почти в одно и то же время свершаться схожим открытиям в противоположных концах света. В этом был, к примеру, уверен создатель индукционного электрического счётчика Отто Титус Блати, венгр по происхождению, который также являлся соизобретателем трансформатора. Аньош Йедлик и Вернер фон Сименс, каждый в своё время, придумали динамо-машину. Что, в свою очередь, позволило превратить электричество в коммерческий продукт массового спроса. Развитие систем освещения потребовало применения устройств измерения и стандартизации учёта электроэнергии. Первый точный счётчик ватт-часов запатентовал Герман Арон в 1883 году.
Развитие систем передачи электроэнергии по пути создания систем высокого напряжения тормозилось главным недостатком цепей постоянного тока — невозможностью преобразования одного уровня напряжения в другой. И давний спор сторонников распределительных сетей постоянного и переменного тока окончательно решился в пользу последних; этому также способствовало изобретение трансформатора (1885 год). Попытки решить задачу учёта электрической энергии переменного тока привели к целому ряду открытий. Созданию индукционных счётчиков электроэнергии предшествовало обнаружение эффекта вращающегося магнитного поля (Никола Тесла — 1883 год, Галилео Феррарис — 1885 год, Оливер Шелленбергер — 1888 год). Первый счётчик электроэнергии для переменного тока разработан Оливером Б. Шелленбергером в 1888 году. Уже в 1889 году запатентован «Электрический счётчик для переменных токов» венгра Отто Титуц Блати (для компании «Ganz»). А в 1894 году Шелленбергер по заказу компании Westinghouse создал индукционный счётчик ватт-часов. Счётчик ватт-часов активной энергии переменного тока типа «А» появился в 1899 году, создатель Людвиг Гутман. Был дан старт непрерывным усовершенствованиям индукционных счётчиков электроэнергии. Счётчики, берущие начало от счётчика Блати и индукционных счётчиков Феррариса, вследствие великолепной надёжности и малой себестоимости, до сих пор массово изготовляются, именно с их помощью производят большую часть измерений электроэнергии.

Виды электросчётчиков
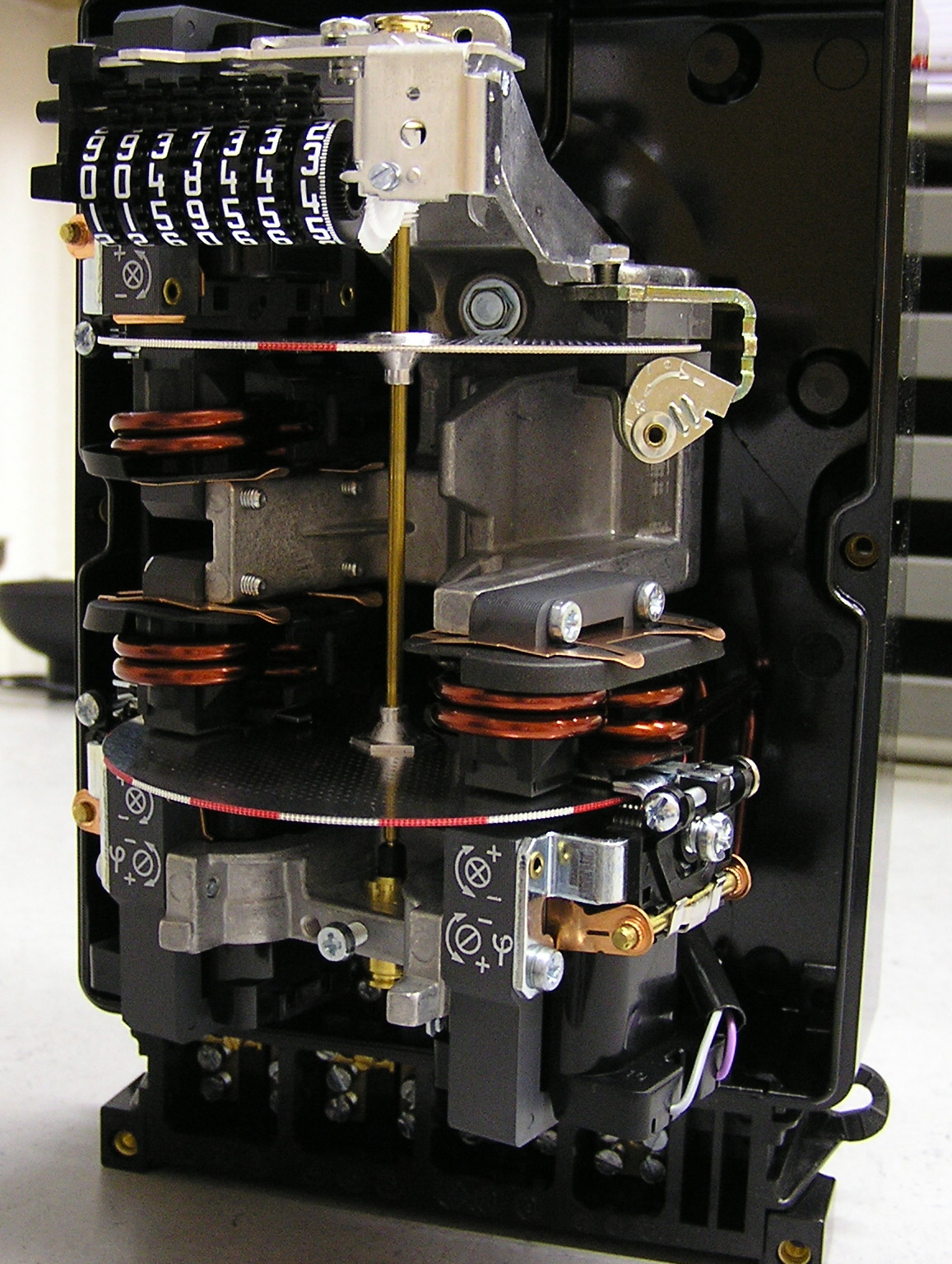
Устройство трёхфазного индукционного электросчётчика
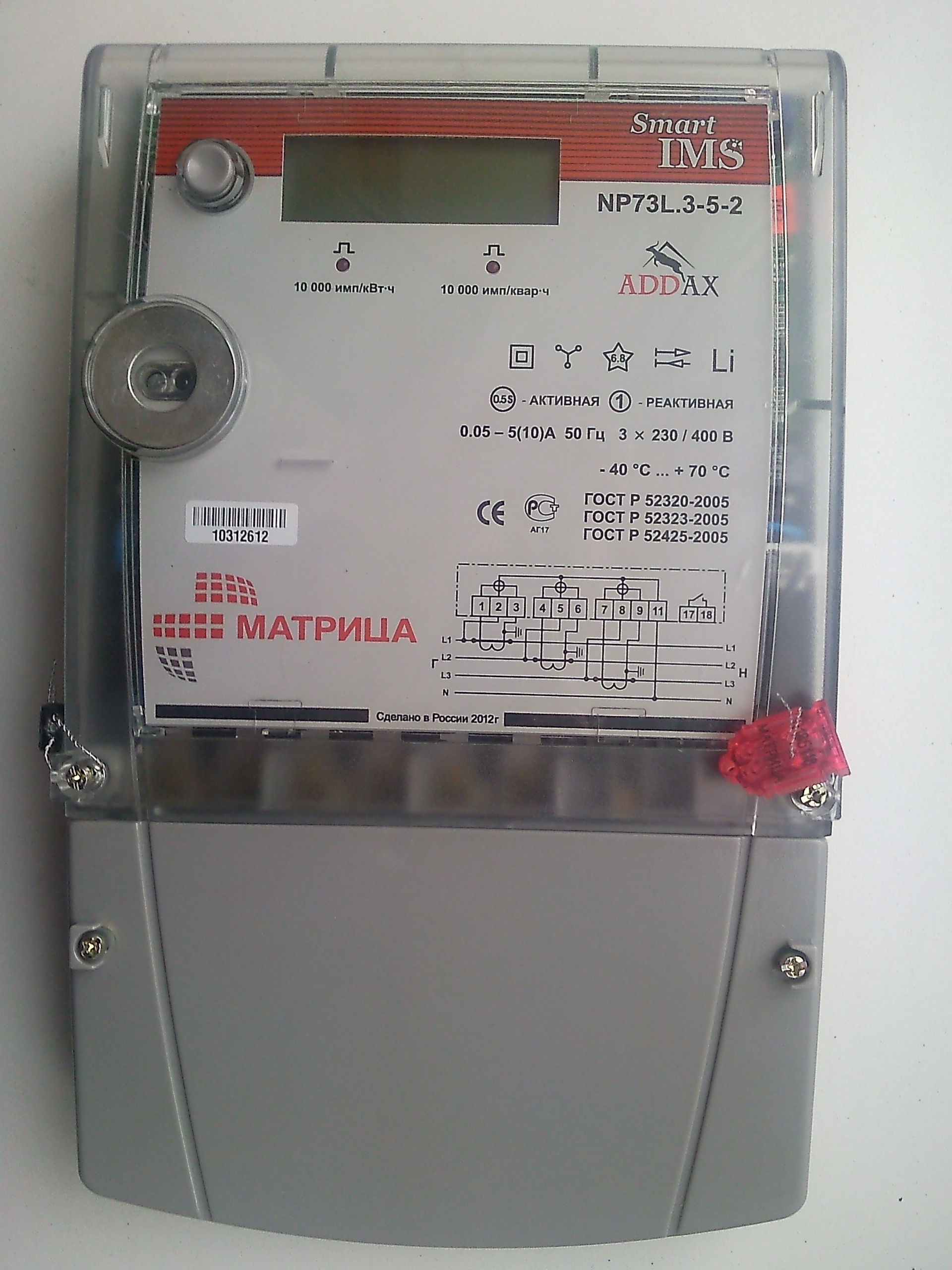
Трёхфазный электронный многотарифный электросчётчик с ЖК-дисплеем
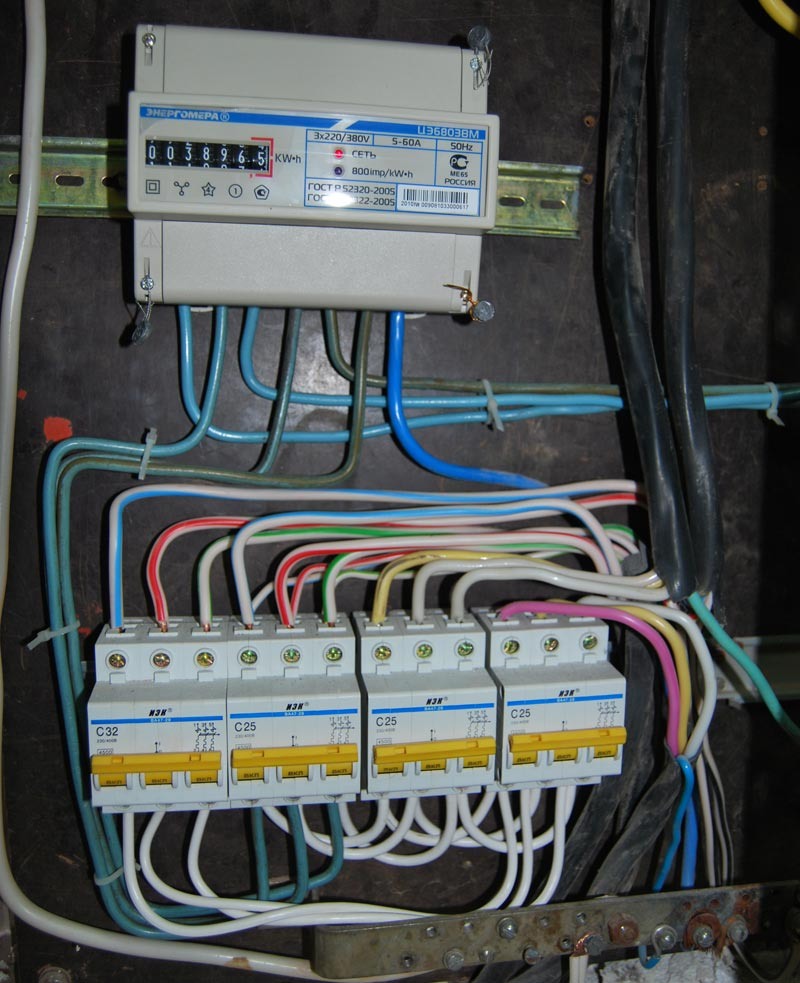
Трёхфазный электронный однотарифный электросчётчик с механическим индикатором, установливаемый на DIN-рейку
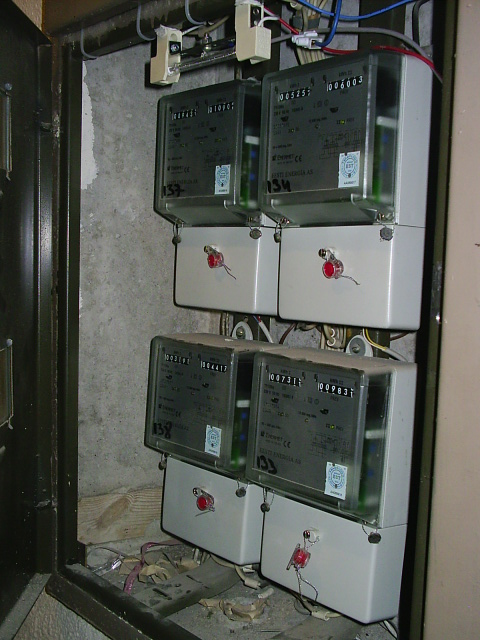
Счётчики электроэнергии, включённые с АСКУЭ (особенностью таких счётчиков является подключение дополнительного кабеля для передачи данных)
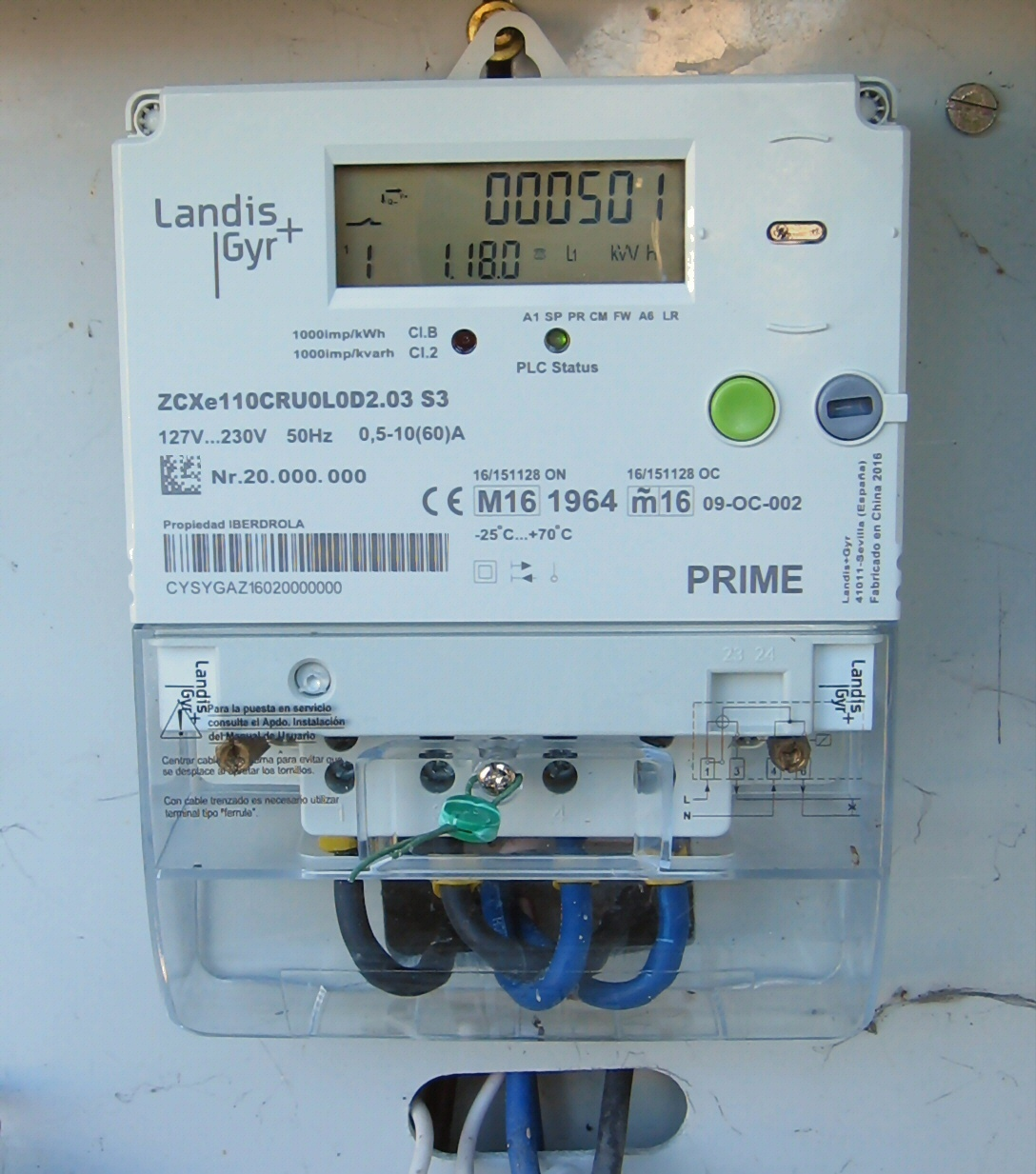
Однофазный двухтарифный электронный электросчётчик с ЖК-дисплеем

## Принцип работы
Для учёта активной электроэнергии переменного тока служат индукционные одно- и трёхфазные приборы, для учёта расхода электроэнергии постоянного тока (электрический транспорт, электрифицированная железная дорога) — электродинамические счётчики. Число оборотов подвижной части прибора, пропорциональное количеству потребленной электроэнергии, регистрируется счётным механизмом.
В электрическом счётчике индукционной системы подвижная часть (алюминиевый диск) вращается во время потребления электроэнергии, расход которой определяется по показаниям счётного механизма. Диск вращается за счёт вихревых токов, наводимых в нём магнитным полем катушки счётчика, — вихревые токи взаимодействуют с магнитным полем постоянного магнита счётчика.
Устройство счётчика подобно устройству асинхронного двигателя, вращающий момент которого должен быть пропорционален мощности потребителя. Поэтому вращающееся поле счётчика создаётся двумя магнитными потоками, из которых один пропорционален напряжению потребителя, а другой — его току. Счётчик имеет две обмотки. Одна из обмоток присоединяется непосредственно к сети, а по другой пропускается ток потребителя. Так как диск вращается относительно поля постоянного магнита, то в нём будет индуктироваться ток, величина которого будет тем больше, чем больше скорость вращения диска. Этот ток всегда направлен таким образом, что стремится затормозить диск, и он может быть уподоблен механической нагрузке асинхронного двигателя. Но эта «нагрузка» не может остановить диск, так как при уменьшении числа оборотов будет уменьшаться тормозящее усилие. В итоге устанавливается равновесие между вращающим моментом (он пропорционален мощности потребителя) и тормозящим моментом (он пропорционален скорости вращения диска).
Следовательно, скорость вращения будет пропорциональна произведению силы тока {\displaystyle I} на напряжение {\displaystyle U} и на косинус фазового сдвига — то есть активной мощности. С помощью механической передачи вращающийся диск связан со счётным механизмом.
В электрическом счётчике электронного типа переменный ток и напряжение воздействуют на твердотельные (электронные) элементы для создания на выходе импульсов, число которых пропорционально измеряемой активной энергии.

## Виды и типы

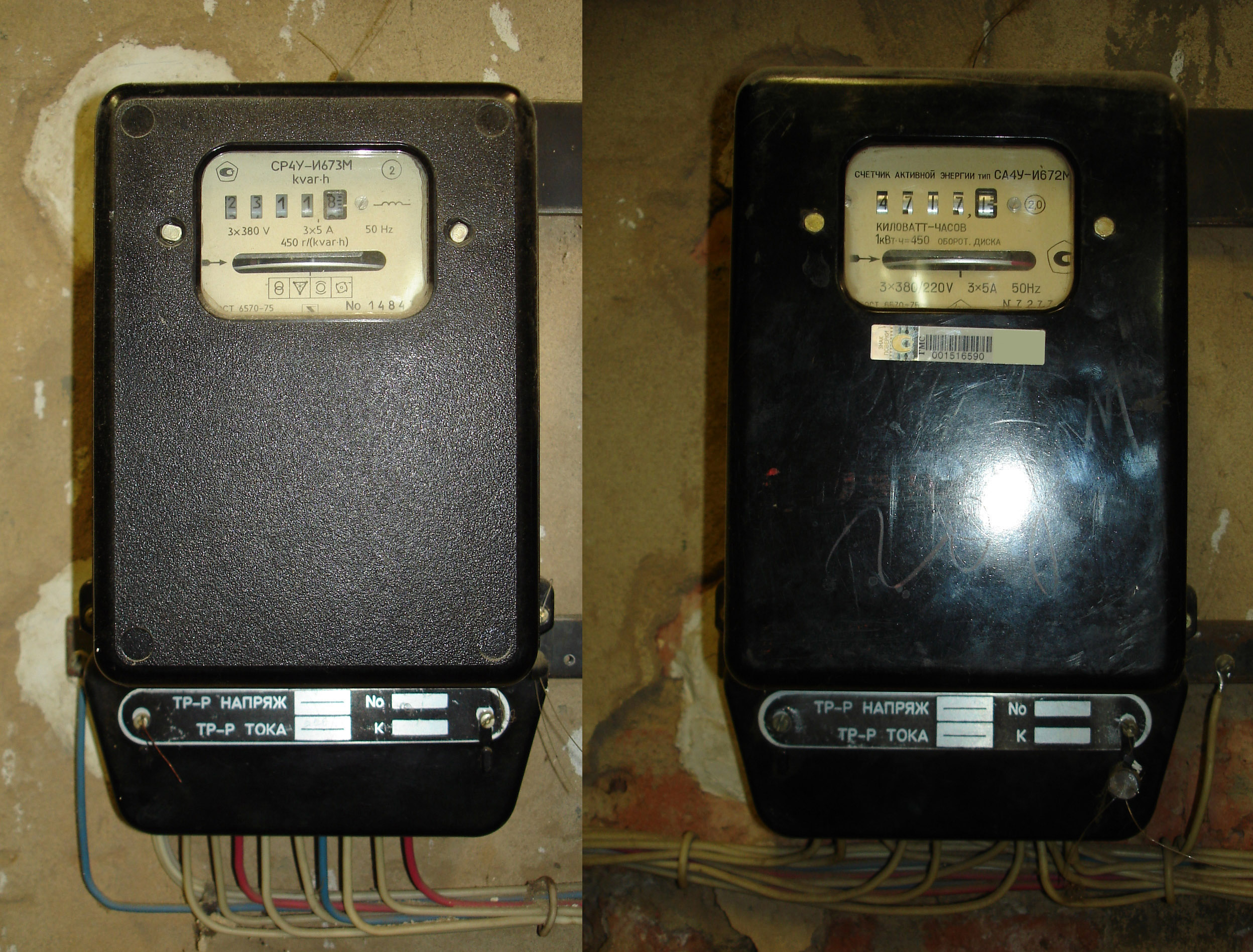
Модели трёхфазных индукционных (электромеханических) счётчиков

Счётчики электроэнергии можно классифицировать по типу измеряемых величин, типу подключения и по типу конструкции, электрические счётчики различаются между собой максимальной и рабочей пропускной мощностью.

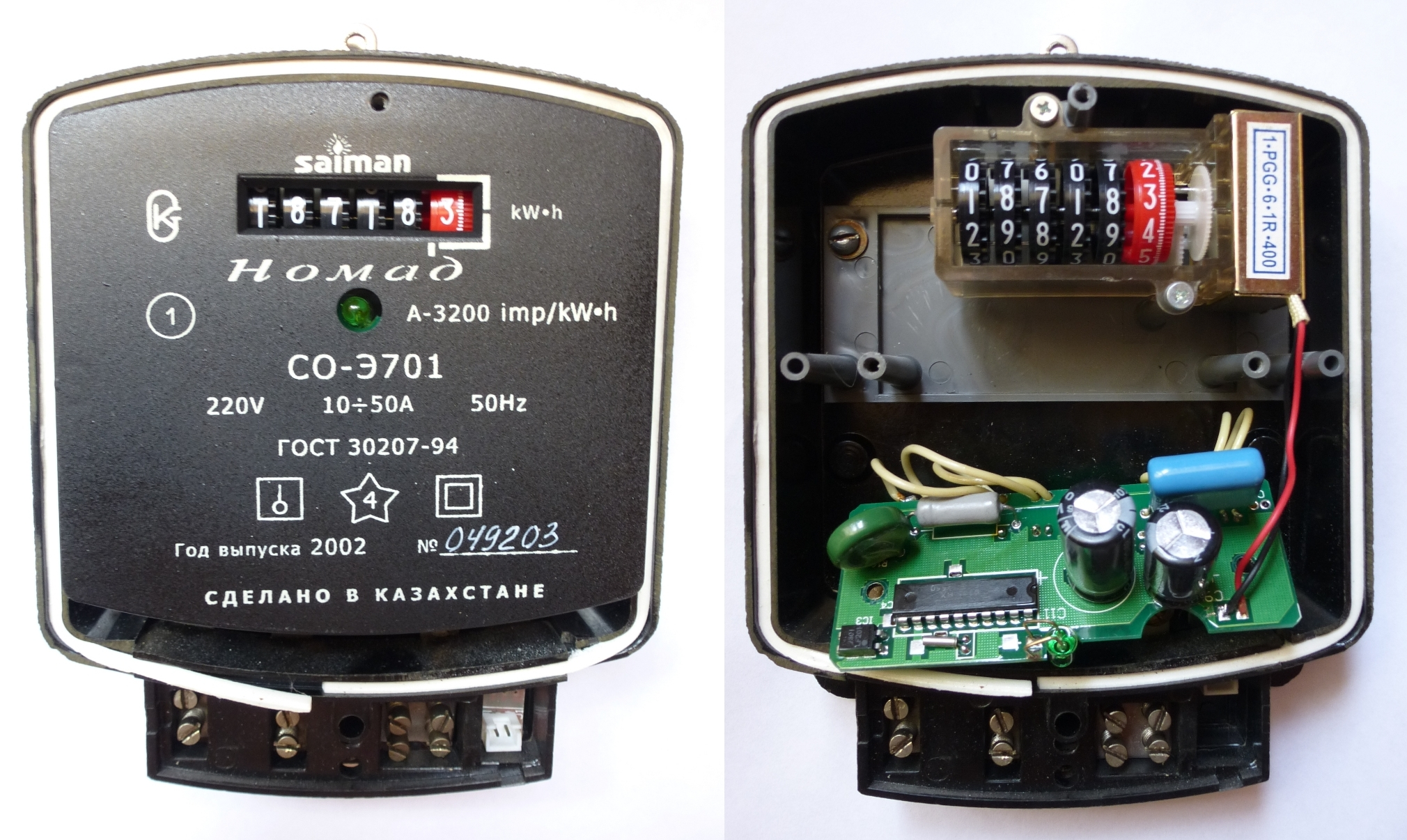
Импульсный электросчётчик с электромеханическим счётным механизмом, работающим от шагового электромагнитного привода.

По типу подключения все счётчики разделяют на приборы прямого включения в силовую цепь и приборы трансформаторного включения, подключаемые к силовой цепи через специальные измерительные трансформаторы.
По измеряемым величинам электросчётчики разделяют на однофазные (измерение переменного тока 220 В, 50 Гц) и трёхфазные (380 В, 50 Гц). Все современные электронные трёхфазные счётчики поддерживают однофазный учёт.
Также существуют трёхфазные счётчики на напряжение 100 В, которые применяются только с трансформаторами напряжения и тока в высоковольтных (напряжением выше 660 В) цепях.
По конструкции: индукционным (электромеханическим электросчётчиком) называется электросчётчик, в котором магнитное поле неподвижных токопроводящих катушек влияет на подвижный элемент из проводящего материала. Подвижный элемент представляет собой диск, по которому протекают токи, индуцированные магнитным полем катушек. Количество оборотов диска в этом случае прямо пропорционально потреблённой электроэнергии.
Индукционные (механические) счётчики электроэнергии постепенно заменяются электронными счётчиками из-за отдельных недостатков: отсутствие дистанционного автоматического снятия показаний, однотарифный учёт, невысокий класс точности (как правило 2.0, реже 1.0), плохая защита от краж электроэнергии, значительные габариты и масса по сравнению с современными электронными приборами. Вместе с тем, индукционные счётчики обладают высокой надёжностью и хорошо подходят для квартир с низким энергопотреблением.
Электронным (статическим электросчётчиком) называется электросчётчик, в котором переменный ток и напряжение воздействуют на твердотельные (электронные) элементы для создания на выходе импульсов, число которых пропорционально потребляемой мощности. Измерение активной энергии такими электросчётчиками основано на преобразовании значения мощности в частоту следования электрических импульсов, которые поступают на счётный механизм. Этот механизм представляет собой электромеханическое (имеет преимущество в областях с холодным климатом, при условии установки прибора на улице) или электронное устройство, содержащее как запоминающее устройство, так и дисплей. Электронные счётчики хорошо подходят для квартир с высоким энергопотреблением и для предприятий.
Основной особенностью электронных электросчётчиков является возможность учёта электроэнергии по дифференцированным тарифам (одно-, двух- и более тарифный), то есть возможность запоминать и показывать количество использованной электроэнергии в зависимости от запрограммированных периодов времени, многотарифный учёт достигается за счёт набора счётных механизмов, каждый из которых работает в установленные интервалы времени, соответствующие различным тарифам. Электронные электросчётчики имеют больший межповерочный период (4-16 лет) и класс точности (от 1.0 до 0.2)
Гибридные счётчики электроэнергии — редко используемый промежуточный вариант с цифровым интерфейсом, измерительной частью индукционного или электронного типа, механическим отсчётным устройством.

## Защита от несанкционированного доступа

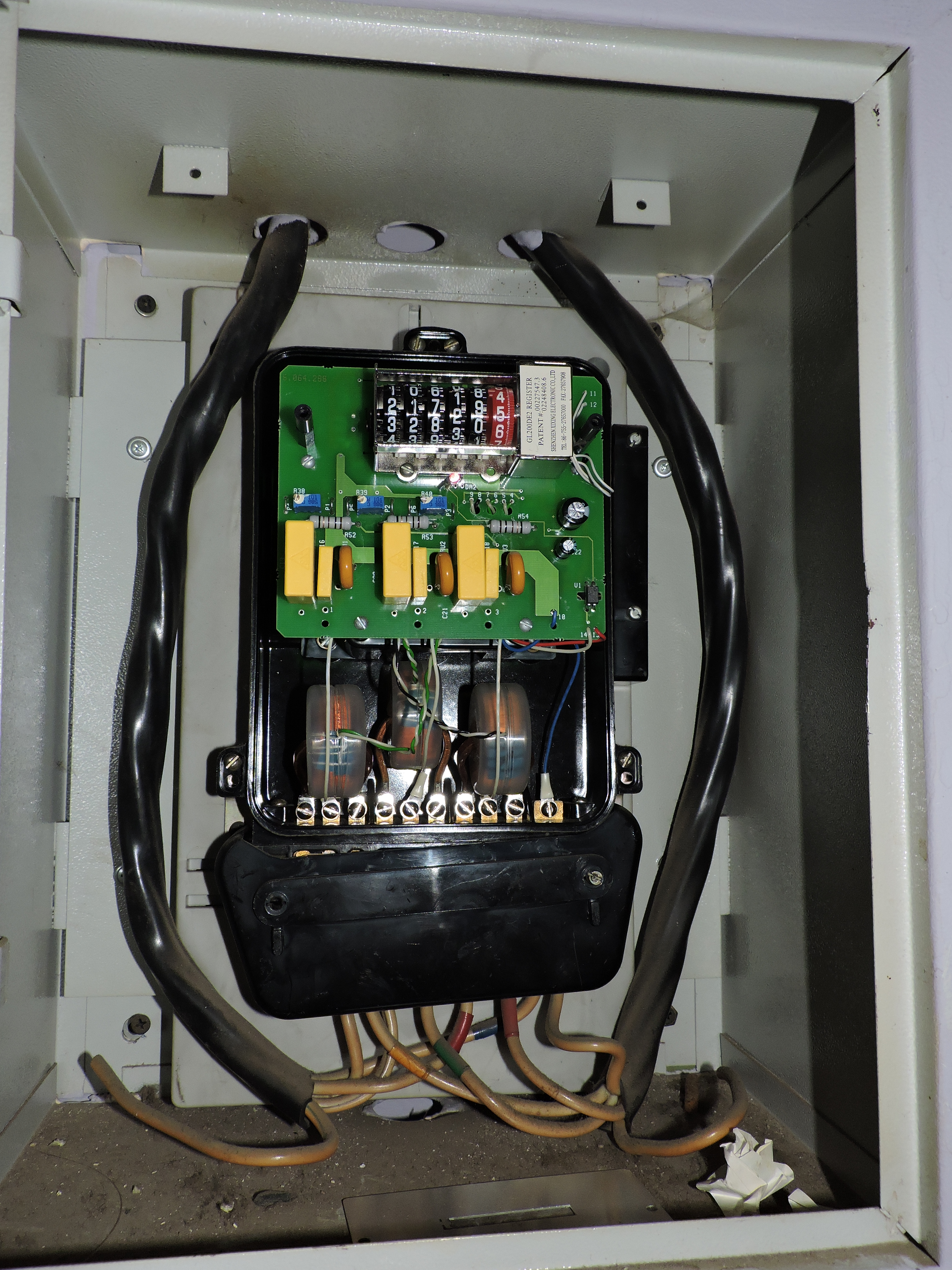
Неисправный счётчик в электрощитке. Нет пломб на крышке клеммной колодки, а крышка корпуса, которая также должна быть опломбирована, отсутствует, что делает его эксплуатацию нелегальной

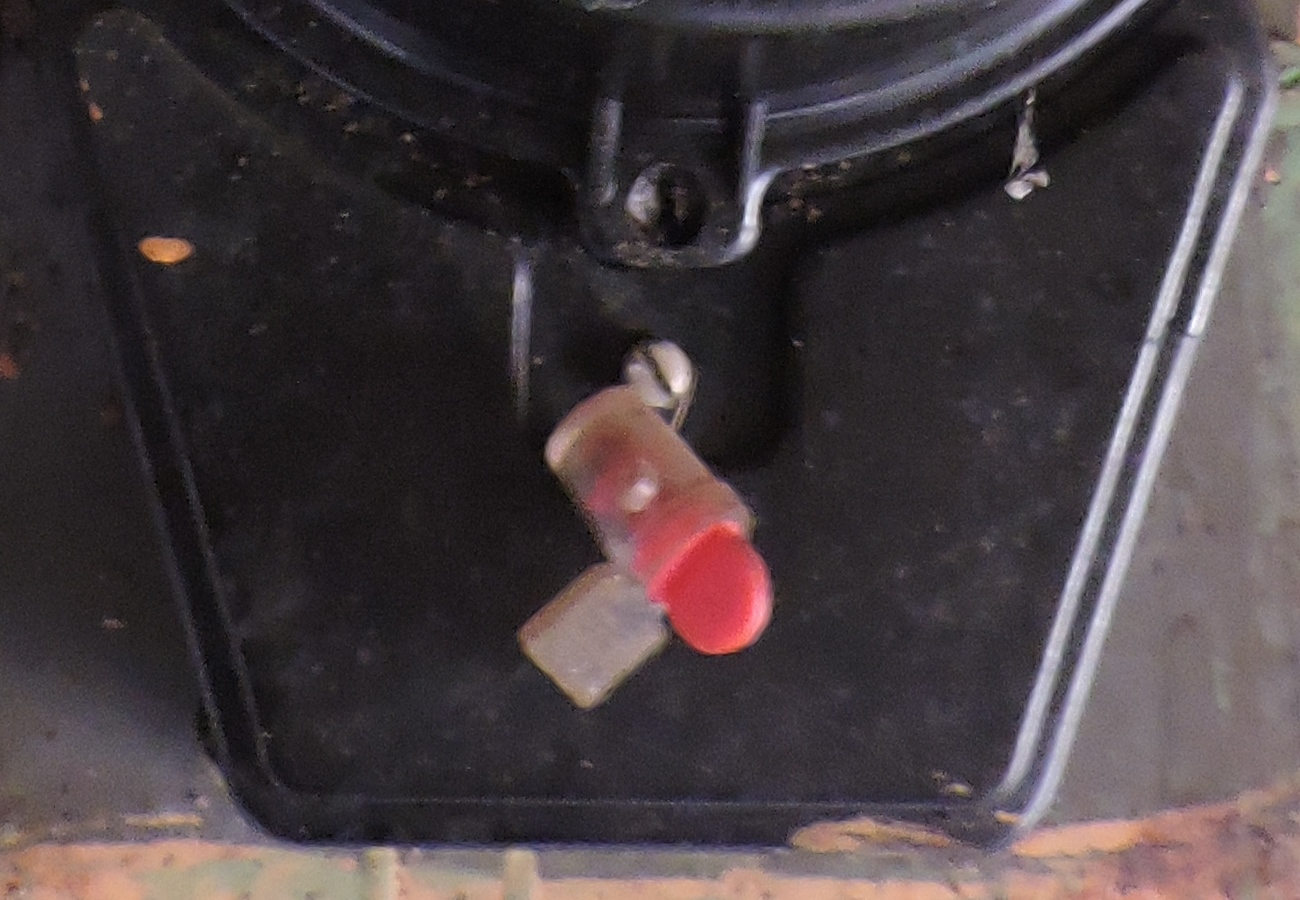
Пломба на крышке клеммной колодки электросчётчика

Крышка корпуса счётчика имеет проушины и крепится на специальные винты с отверстиями. Через отверстия винтов и проушины пропускается леска или проволока, соединённая на свободных концах с пломбами. Они устанавливаются заводом-изготовителем или поверителем как свидетельство поверки и признания изделия годным к эксплуатации и находятся на ней постоянно. Крышка клеммной колодки также имеет проушину (иногда тоже две в зависимости от модели прибора) и закрепляется на такие же винты с проушинами. Здесь пломбы устанавливают представители энергоснабжающей организации или, чуть реже, сами электрики при установке счётчика и его последующей регистрации. При отсутствии пломб, а также при нарушении целостности корпуса, счётчик признаётся неисправным, его дальнейшая эксплуатация является нелегальной и влечёт за собой различные роды ответственности. Периодически представителями энергоснабжающих организаций проводятся проверки счётчиков на присутствие пломб и отсутствие механических повреждений и внесения конструктивных изменений.